# Игуманија Катарина Леснинска
Игуманија Катерина (рођ. Евгенија Борисовна Ефимовска; 28. август (9. септембар) 1850, Москва - 28. октобар 1925, Манастир Ново Хопово, Фрушка Гора) - монахиња Руске православне цркве, аутор концепта женског. „активног манастира“, оснивач и прва игуманија Манастир Рођења Пресвете Богородице у Лесни.
Потицала је из дубоко религиозне аристократске породице. Стекла је универзитетску диплому руског језика и књижевности, радила је као наставница у православној школи Сергеја Рачинског. Под утицајем словенофилских идеја и сопствених запажања о животу руског села, одлучила је да постане православна монахиња, комбинујући аскетски живот са служењем сиромашнима кроз друштвене активности. Овај концепт је добио подршку архиепископа Холмско-варшавског Леонтија (Лебединског), који јој је предложио да створи манастир у Лесни-Подљаској. Према плану архиепископа Леонтија, монахиње које су се бавиле друштвеном делатношћу могле би да помогну у јачању положаја православља међу локалним католичким становништвом и унијатима који су били отуђени од православља.
Евгенија Ефимовска се замонашила 1889. године са именом Катарина, а исте године је примила достојанство игуманије. Под њеним руководством, манастир Рођења Богородице у Лесни је у наредних двадесет година постао један од највећих женских манастира у Русији, значајно ходочасничко средиште и локални центар привредне и просветне делатности. У манастиру су радили сиротиште, деветогодишња црквена учитељска богословија, школе за децу из околних села, као и болница и амбуланта. Манастир је водио екстензивну економију. Игуманија Екатерина је остала игуманија до 1908. године, затим је, из здравствених разлога, званично предала управу монашком заједницом монахињи Нини (Косаковској), а заправо је заједно са њом управљала монашком заједницом до краја живота. Године 1915. евакуисана је са свим монахињама манастира из Лесне у Петроград, затим са групом монахиња емигрирала у Бесарабију, а одатле у Краљевину СХС. Допринела је обнови и рестаурацији манастира Ново Хопово на Фрушкој гори, као и оживљавању женског монаштва у српском православљу, где је настојала да шири модел активног монашког живота. Ново Хопово је такође било један од најзначајнијих верских центара руске емиграције.
Неформално поштовање игуманије Катарине као светице постоји у Руској православној заграничној цркви.
Аутор црквених дела, од којих су главна посвећена служби ђаконица у раном хришћанству, залагао се за обнављање такве службе у Руској православној цркви. Почетком 20. века учествовала је у расправи коју је покренуо митрополит Антоније (Вадковски) о улози и стању руског монаштва.

## Биографија
Била је ћерка грофа Бориса Андрејевича Ефимовског, вође племства Гжатског округа Смоленске губерније, и његове супруге, која је потицала из породице кнезова Хилковских. Имала је брата и млађу сестру. Породица је живела наизменично у имању Клементјево и у Москви. Отац будуће монахиње био је дубоко религиозан човек, одликовао се љубављу према Цркви и црквеном животу, и био је велики познавалац богослужења. У време великих празника, посебно на Ускрс, кућа Ефимовских је увек била пуна московског свештенства, које је долазило да честита грофу.
Евгенија се школовала код куће. У почетку је студирала под вођством приватног професора енглеског, а затим је њен отац почео да позива професоре Московског универзитета у кућу, где је 1869. положила испит за универзитетску диплому из руског језика и књижевности. Атмосфера 1860-их одиграла је одређену улогу у његовом формирању. Тих година свуда су били у пуном јеку спорови око „женског питања“, идеја о учешћу жена у јавном животу пригрлила је људе различитих политичких ставова. Према митрополиту Евлогију (Георгијевском): „била је наклоњена популистичким и либералним токовима, кретала се у напредним интелектуалним круговима, дописивала се и полемисала са В. Соловјовом, са философски образованим јеромонахом Михаилом Грибановским, инспектором Петроградске академије ; била је добро упућена у питања философије, теологије – уопште је била веома образована жена“. Писала је песме и романе за књижевне часописе.
Неколико година касније, Борис Ефимовски се озбиљно разболео. Његова супруга, која је са децом у Москви, отишла је код њега у Смоленску губернију. Евгенија, која је остала са својом млађом сестром у Москви, ушла је у Николајевски институт као професор француског. 1874. њен отац је умро.
У то време решила је да се посвети оснивању прихватилишта и школе за сирочиће. С тим циљем обишла је многе манастире, али није наишла на разумевање. Ипак, није одустала и њен труд је коначно награђен: добила је благослов старца Амвросија Оптинског да споји своја два идеала: монашки подвиг и служење деци без родитељске заштите. На монашком постригу благочестива Јевгенија добила је име Катарина и одмах се прихватила посла. Тако је 19. октобра 1885. година са пет монахиња и две девојчице које су остале без родитеља стигла у место Лесна на реци Бук у Седлецкој губернији. За кратко време Свето-Богородичина Леснинска обитељ препородила је читав тај крај. У оквиру манастира основане су основна и пољопривредна школа, болница и медицинско саветовалиште. Током 30 година постојања: подигнуто је 6 храмова који су увек били пуни верника из читаве Русије, 500 монахиња и око 1.000 сирочића различитог узраста који су из Лесне одлазили као школоване учитељице, будуће побожне попадије, медицинске сестре или младићи спремни да помогну у просвећивању свог народа.
Од самог почетка манастир је уживао високо покровитељство цара Николаја који је игуманију Катарину познавао још као грофицу Јефимовску, пратио је њен рад и често је позивао на разговоре у Петроград, а 1900. године заједно са породицом посетио је Леснинску обитељ и провео у манастиру неколико дана. Седам година касније Цар је матушки упутио писмо у коме је моли да упркос нарушеном здрављу не напушта кормило обитељи, него да настави са својим служењем, пружајући добар пример не само својим сестрама него и другим манастирима.
Духовни ослонац Леснинске обитељи био је свети праведни Јован Кронштатски. Ценећи подвиг матушке Катарине у писмима јој се обраћао са "Јекатаринушка" док је монахиње називао "моје Лесњаночке".
1914. године, након почетка Првог светског рата манастир Лесна се нашао на самој линији фронта. Власти су наредиле евакуацију, па је матушка Катарина повела своје сестринство и сирочиће у дубину Русије. Најпре су стигле у Петроград. Пошто због бројности нису могле да буду примљене на једно место, са тугом су морале да се раздвоје. Сирочићи су примљени у различите добротворне и васпитне установе, а монахиње су пронашле уточишта у манастирима, но главнина сестринства – матушка Катарина и око 200 монахиња – смештена је у Свето-Јовански манастир на Карповки. Након изббијања октобарске револуције, сестринство је на позив епископа Кишњевског Анастасија (Грибановског) прешло у Бесарабију, да би се убрзо потом нашле у Румунији. Ту су им постављени неприхватљиви услови: да служе на румунском језику, да пређу на нови календар и друго. Као избављење стигао је позив српског патријарха Димитрија да пређу у Србију и покушају да обнове женско монаштво које је у турско доба ту потпуно замрло. Матушка Катарина прихвата позив и у јесен 1920. године са шездесетак монахиња и њиховом заштитницом чудотворном  Леснинском иконом Мајке Божије на обичном шлепу Дунавом стиже у Београд. На београдском пристаништу дочекао их је епископ Доситеј, потоњи митрополит загребачки и мученик. Сестре долазе у манастир Хопово. Матушка Катарина све почиње изнова. Иако је већ у годинама и тежак инвалид, јер 1917. јој је ампутирана нога, она се опет одушевљено прихвата посла.
Поред патријарха Димитрија посебну благонаклоност према руским монахињама показује краљ Александар Ујединитељ који је матушку Катарину познавао још из Петрограда, где су се сретали на двору светог Цара-мученика Николаја.
У манастиру је обновљена стара леснинска традиција прихватања сирочади, али због нових услова било је највише до педесет девојчица и дечака. У Хопову су монахиње наставиле да негују своје знаменито "леснинско" појање, јединствено у православном свету и очувано до наших дана.
Матушка игуманија Катарина се упокојила 28. октобра / 10. новембра 1925. године. Сахрањена је у порти манастира Хопово близу јужног зида храма Светог Николе. У спомен на своју "мајку" Катарину, Леснинско сестринство на челу са игуманијом Нином продужило је њену свету мисију.